# Карруп, Абдул
Абдул Карруп (фр. Abdul Carrupt, род. 29 декабря 1985 года, Савьез, Швейцария) — швейцарский футболист, нападающий, также имеет гражданство Гвинеи-Бисау.

## Карьера
Абдул родился в городе Савьез, Швейцария. Карруп начинал заниматься футболом в родном клубе города — «Савьез», позже в «Конте». В 2004 году он стал игроком клуба «Сьон», но сыграв только одну игру, стал играть только за вторую команду. Следующий клубом игрока Абдула стал «Ивердон», в который он перешел в 2007 году. Однако, спустя некоторое время он покинул команду и стал играть за «Кьяссо». С 2008 года играл за Лозанну, и в 2010 году стал участником матча, когда «Лозанне» удалось выбить московский «Локомотив» в серии после-матчевых пенальти.